# Salamandra infraimmaculata
Salamandra infraimmaculata  (лат.) — вид хвостатых амфибий из семейства настоящие саламандры.

## Описание
Достаточно крупная амфибия — может достигать 32 см. Самки обычно крупнее самцов. Кожа спины чёрная с жёлтыми или оранжевыми пятнами. Живот имеет чёрную окраску.

## Ареал
Передняя Азия и Ближний Восток — от Турции до Ирана.

## Образ жизни
Сходен с образом жизни огненной саламандры.